# 雪莉·菲莉絲·安蕬甜

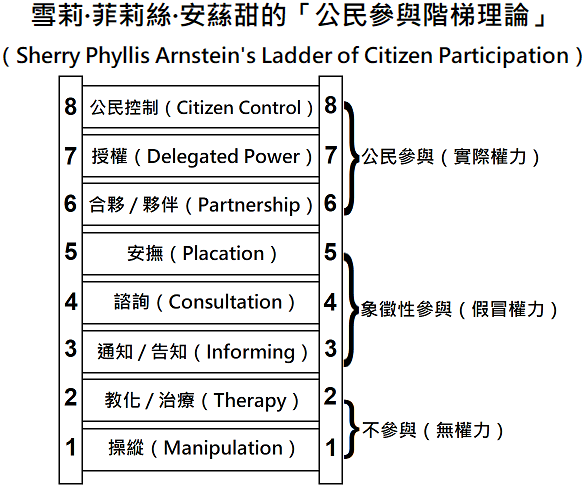
雪莉·菲莉絲·安蕬甜（Sherry Phyllis Arnstein）的「公民參與階梯理論」（Ladder of Citizen Participation）中文翻譯

雪莉·菲莉絲·安蕬甜（1930年1月11日—1997年1月19日）是期刊文章「公民參與階梯理論」（Ladder of Citizen Participation）的作者。曾在美国卫生及公共服务部擔任特別助理，她發展了導致她在公眾參與決策領域的開創性論文發展的見解。她曾撰寫並發表了多篇關於公眾參與決策的論文，其中以《公民參與的階梯》（A Ladder of Citizen Participation，1969年）、《最大可行操縱》（Maximum Feasible Manipulation，1972年）和《公眾參與的工作模式》（A Working Model for Public Participation，1975年）較為有名。1997年1月19日，在華盛頓特區的家中去世，享年67歲，死於乳癌晚期。